# Maximilian Dietz
Maximilian Solomon Dietz (* 9. Februar 2002 in New York City, New York) ist ein US-amerikanisch-deutscher Fußballspieler. Der defensive Mittelfeldspieler steht seit Juli 2022 bei der SpVgg Greuther Fürth unter Vertrag.

## Karriere

### Verein
Über seine Jugendmannschaften SG Bornheim Grün-Weiß, Eintracht Frankfurt und FSV Frankfurt wechselte er im Sommer 2017 in die Jugendabteilung des SC Freiburg. Für seinen Verein bestritt er elf Spiele in der B- und 19 Spiele in der A-Junioren-Bundesliga, in denen ihm insgesamt ein Tor gelang. Im Sommer 2021 rückte er in den Kader des SC Freiburg II auf, für den er auch zu seinem ersten Einsatz im Profibereich in der 3. Liga gekommen ist. Am 11. Dezember 2021 (19. Spieltag) wurde er bei der 0:1-Niederlage im Auswärtsspiel gegen den 1. FC Saarbrücken für Nishan Burkart in der 78. Minute eingewechselt.
Zur Saison 2022/23 wechselte Dietz zur zweiten Mannschaft der SpVgg Greuther Fürth, die in der viertklassigen Regionalliga Bayern spielt. Bis zur Winterpause kam der defensive Mittelfeldspieler, der auch einige Partien als Innenverteidiger absolvierte, als Mannschaftskapitän auf 21 Regionalligaeinsätze. Während der Winterpause durfte Dietz unter Alexander Zorniger mit den Zweitligaprofis trainieren und kam in einigen Testspielen zum Einsatz. Mit dem Beginn der Rückrunde war er regelmäßig Teil des Spieltagskaders. Nach sechs Spielen als ungenutzter Einwechselspieler debütierte Dietz am 18. März 2023 in der 2. Bundesliga, als er bei einem 3:0-Sieg gegen den 1. FC Magdeburg kurz vor dem Spielende eingewechselt wurde.

### Nationalmannschaft
Dietz bestritt im September 2019 ein Spiel für die US-amerikanische U17-Nationalmannschaft beim 3:1-Sieg gegen die Niederlande. Mit der U23 der USA nahm er an den Olympischen Sommerspielen 2024 in Paris teil. Er kam in der Vorrunde in allen drei Spielen zum Einsatz.